# البحار (فلم)
البحار فيلم دراما رومانسي مصري من تأليف وإخراج توجو مزراحي  لعام 1935. الفيلم من بطولة فوزي الجزايرلي وأمينة محمد وإحسان الجزايرلي  وتدور الأحداث حول فاطمة التي تقوم بِرَهْن مصوغاتها لمساعدة زوجها الكثير السفر، وتقع في مكائد تدبرها صديقتها.
صدر الفيلم إلى دور العرض المصرية، حيث عرض في سينما ديانا بالاس في 19 سبتمبر 1935.

## ملخص أحداث الفيلم
تعيش الزوجة الفقيرة «فاطمة» (أمينة محمد) مع زوجها البحار الفقير «حميدو» (توجو مزراحي) الذي تضطره رحلاته البحرية للغياب عن بيته ليالي كثيرة. تتعرف فاطمة على السيدة أم محمود (إحسان الجزايرلي) وتنشأ بينهما صداقة. يزداد وضع فاطمة وزوجها حميدو سوءاً وتضطر فاطمة إلى رَهْن مصوغاتها لمساعدة زوجها، وتعلم أم محمود بضائقة فاطمة وتدبر حيلة للدفع بفاطمة إلى أحضان الثري على بك (فوزي الجزايرلي). تقيم أم محمود جلسة تدعو إليها فاطمة دون أن تخبرها بدعوتها لعلى بك. يبدأ حميدو في الشك في تصرفات زوجته مما يدعو إلى أن تسوء العلاقة الزوجية بينهم كثيراً.

## طاقم التمثيل
- فوزي الجزايرلي: في دور علي بك (الثري)

- أمينة محمد: في دور فاطمة (الزوجة الفقيرة)

- إحسان الجزايرلي: في دور أم محمود (صديقة فاطمة)

- أحمد المشرقي (توجو مزراحي): في دور حميدو (البحار الفقير)

بالاشتراك مع: محمد السباعي - عزت الجاهلي.

## عن طاقم التمثيل
فيلم «البحار» هو الفيلم الروائي المصري الطويل السادس على قائمة أفلام فوزي الجزايرلي، وهو ثالث فيلم يخرجه له المخرج توجو مزراحي الذي شارك في تمثيل هذا الفيلم، وهو الفيلم السادس أيضاً للفنانة «أمينة محمد» وهي الفنانة متعددة المواهب (ممثلة وراقصة ومخرجة ومنتجة) وخالة الفنانة أمينة رزق، ولكنها لم تواصل مشوار التمثيل الذي انتهى عام 1945. أما الملحن عزت الجاهلي فقد أشترك في تمثيل ثلاثة أفلام غير هذا الفيلم وهي: مخزن العشاق 1932، العزيمة 1939، ونور عيوني 1954.  

## روابط خارجية
- مقالات تستعمل روابط فنية بلا صلة مع ويكي بيانات
- البحار على الدهليز
- البحار على كاروهات